# Olivia Colman
Sarah Caroline Olivia Colman (n. 30 ianuarie 1974, Norwich, Anglia, Regatul Unit) este o actriță engleză. Este laureată a patru Premii BAFTA și două Premii Globul de Aur și a fost nominalizată pentru un Premiu oscar, un Primetime Emmy Award și un Screen actors Guild Award.
Absolventă a Bristol Old Vic Theatre School, Colman a devenit cunoscută pentru munca sa în televiziune. A devenit faimoasă după rolul lui Sophie Chapman în serialul de comedie Spectacol (2003-2015) de pe Channel 4. Alte roluri în comedie de televiziune includ Green Wing (2004-2006), Beautiful People (2008-2009), Rev. (2010-2014) și Twenty Twelve (2011-2012). De asemenea, a jucat diverse roluri în That Mitchell and Webb ULook (2006-2008), alături de David Mitchell și Robert Webb. 
A câștigat premiul BAFTA TV Awards pentru Cea Mai Bună Actriță într-o Comedie pentru Twenty Twelve și Cea Mai Bună Actriță pentru Accused în 2013, înainte de a câștiga un premiu BAFTA pentru Cea Mai Bună Actriță în 2014 pentru rolul ei ca DS Ellie Miller în serialul de crime Broadchurch de pe ITV. Colman a fost nominalizată și pentru premiul International Emmy Award pentru Cea Mai Aună Actriță pentru Broadchurch. Pentru interpretarea ei în miniserialul AMC/BBC Managerul De Noapte, ea a câștigat un Glob de Aur pentru Cea Mai Bună Actriță și a fost nominalizată pentru un Premiu Emmy.
După ce a făcut pasul spre filme, Colman a primit aprecieri critice pentru interpretare în filmul Tyrannosaur (2011) al lui Paddy Considine. Alte roluri de film includ PC Doris Thatcher în Hot Fuzz (2007), Carol Thatcher în Doamna De Fier (2011), Regina Elisabeta în Hyde Park on Hudson (2012), Bethan Maguire în Locke (2013), Margaret Lea în The Thirteenth Tale (2013) și managerul de hotel în The Lobster (2015). Interpretarea sa a Reginei Anne în fimul Favorita (2018) a primit aprecieri critice și a câștigat Premiul BAFTA pentru Cea Mai Bună Actriță și Premiul Globul de Aur pentru Cea Mai Bună Actriță – film de Comedie sau Musical, și a primit o nominalizare pentru Premiile Academiei.

## Filmografie

### Film
| Year | Title                                                     | Role               | Notes                   |
| ---- | --------------------------------------------------------- | ------------------ | ----------------------- |
| 2004 | Terkel in Trouble                                         | Terkel's Mother    | Voce; dublaj în engleză |
| 2005 | Zemanovaload                                              | TV Producer        |                         |
| 2005 | One Day                                                   | Ian's Mother       | Film de scurt metraj    |
| 2006 | Confetti                                                  | Joanna Roberts     |                         |
| 2007 | Hot Fuzz                                                  | PC Doris Thatcher  |                         |
| 2007 | Grow Your Own                                             | Alice              |                         |
| 2007 | I Could Never Be Your Woman                               | Hairdresser        |                         |
| 2007 | Dog Altogether                                            | Anita              | Film de scurt metraj    |
| 2009 | Le Donk &amp; Scor-zay-zee                                | Olivia             |                         |
| 2011 | Tyrannosaur                                               | Hannah             |                         |
| 2011 | Arrietty                                                  | Homily             | Voce; dublaj în engleză |
| 2011 | The Iron Lady                                             | Carol Thatcher     |                         |
| 2012 | Hyde Park on Hudson                                       | Regina Elizabeta   |                         |
| 2013 | I Give It a Year                                          | Linda              |                         |
| 2013 | Locke                                                     | Bethan Maguire     | Voce                    |
| 2014 | Cuban Fury                                                | Sam Garrett        |                         |
| 2014 | Pudsey the Dog: The Movie                                 | Nelly the Horse    | Voce                    |
| 2014 | Thomas & Friends: Tale of the Brave                       | Marion             | Voce; dublaj în engleză |
| 2014 | The Karman Line                                           | Sarah              |                         |
| 2015 | The Lobster                                               | Hotel Manager      |                         |
| 2015 | Thomas &amp; Friends: Sodor's Legend of the Lost Treasure | Marion             | Voce; dublaj în engleză |
| 2015 | London Road                                               | Julie              |                         |
| 2017 | Murder on the Orient Express                              | Hildegarde Schmidt |                         |
| 2018 | The Favourite                                             | Regina Anne        |                         |
| 2018 | The British Airways Safety Video                          | Herself            |                         |
| 2019 | Them That Follow                                          | Hope               |                         |